# Marksville
Marksville è una città degli Stati Uniti, capoluogo della Parrocchia di Avoyelles, in Louisiana. La popolazione era di 5.537 abitanti nel 2000. Nel giugno del 1994 aprì il più grande casinò della Luisiana il Paragon Casino Resort, gestito dai Tunica-Biloxi.

## Storia
La città fu fondata da Marc Eliche, che stabilì in quest'area un avamposto commerciale dopo che il suo carro si ruppe, da qui il nome Marksville. Era un commerciante italiano, si crede da Venezia, il cui nome italiano era Marco Litche, che diventò Marc Eliche dopo l'apertura della sua stazione commerciale nel 1794. Marksville fu segnata sulla cartina della Louisiana nel 1809. In seguito vinse della terra che diventò la Courthouse Square che è ancora oggi il centro di Marksville.
Durante la Guerra civile americana, Marksville ospitò i soldati confederati provenienti dal Texas alla fine del 1862 che, nelle parole dello storico John D. Winters, "costruirono capanne di legno per proteggersi dal vento ghiacciato e dalla pioggia. La notte, dopo le operazioni di routine, gli uomini si divertivano intorno ai fuochi con giochi e canti o si sedevano ad ascoltare la musica della banda del reggimento. Alcuni dei soldati, spesso si raccoglievano sotto un riparo di legno a ballare la giga, la reel e la doble con la musica di diversi violini. Sul lato opposto del campo, un altro riparo fungeva da chiesa. Lì durante la notte con l'area illuminata da nodi di pino, gli uomini ascoltavano le esortazioni e le preghiere del predicatore e cantavano gli inni preferiti."
Markville cadde sono il controllo dell'Unione nel 1863 durante la Campagna del Red River del Magg. Gen. Nathaniel Banks.

## Geografia fisica
Secondo il United States Census Bureau, la città ha un'area totale di 10.6 km², dei quali 10.6 km² è terra e li 0.24% è acqua.

## Società

### Evoluzione demografica
Secondo il censimento del 2000, Marksville conta 5.537 persone, 2.036 nuclei familiari e 1.400 famiglie residenti nella città. La densità è di 524/km². Ci sono 2.198 unità abitative, con una densità media di 208.0/km². La composizione etnica comprende il 51.98% di razza caucasica, il 48.59% di afroamericani, lo 0.80% di nativi americani, lo 0.21% di asiatici, lo 0.11% di altre razze e l'1.25% di due o più razze. Lo 0.65% della popolazione è ispanico o di razza latina.
Ci sono 2.036 nuclei familiari di cui il 36,3% ha bambini sotto i 18 anni, il 41,0% sono coppie sposate che vivono insieme, il 22,4% è composto da donne senza marito e il 31,2% sono non-famiglie. Di queste il 27,8% sono nuclei formati da una persona e il 13,8% sono over 65 che vivono da sole. La dimensione media delle famiglie era di 3,15 individui.
In città la popolazione si distribuisce in: 28,7% sotto i 18, 9,6% dai 18 ai 24, 27,2% da 25 a 44, 20,2% dai 45 ai 64 e 14,3% 65 anni o più. L'età media è di 34 anni. Per ogni 100 femmine ci sono 79,9 maschi. Per ogni 100 femmine di 18 anni o più ci sono 72 maschi.
Il reddito medio di un capofamiglia in città è di $20.750, e il reddito medio per una famiglia è di $25.681. Gli uomini hanno un reddito medio di $24.896 e $15.865 per le donne. Il reddito pro capite per la città è di $11.546. Il 32,0% circa delle famiglie e il 34,8% della popolazione vive sotto la soglia di povertà, inclusi 50,1% di quelli di età inferiore a 18 e il 25,4% di quelli di età uguale o superiore a 65 anni.